# Port lotniczy Krajowa
Port lotniczy Krajowa (IATA: CRA, ICAO: LRCV) – port lotniczy położony w Krajowie, w okręgu Dolj, w południowo-zachodniej Rumunii.

## Linie lotnicze i połączenia
| Linia lotnicza | Kierunek |
| -------------- | --- |
| Animawings     | Sezonowe czartery: 1. Antalya |
| Wizz Air       | 1. Barcelona 2. Paryż-Beauvais 3. Mediolan-Bergamo 4. Birmingham 5. Bolonia 6. Bruksela-Charleroi 7. Dortmund 8. Londyn-Luton 9. Madryt 10. Rzym-Ciampino |